# Dogs of War: Battle on Primus IV
Dogs of War: Battle on Primus IV est un jeu vidéo de stratégie en temps réel développé par Silicon Dreams Studios et publié par TalonSoft le 30 juillet 2000. Le jeu se déroule dans un futur de science-fiction dans lequel les terriens ont colonisé l’espace et relate le combat d’une colonie livrée à elle-même contre une race d’aliens connue sous le nom de Mantai,.

## Accueil
| Dogs of War           |      |       |
| Média                 | Pays | Notes |
| Computer Gaming World | US   | 1/5   |
| GameSpot              | US   | 54 %  |
| Gen4                  | FR   | 1/6   |
| Jeuxvideo.com         | FR   | 15/20 |
| Joystick              | FR   | 36 %  |
| PC Jeux               | FR   | 45 %  |
| PC PowerPlay          | AUS  | 81 %  |
| PC Zone               | US   | 47 %  |